# Dārzciems
Dārzciems er en af Rigas 47 bydele (lettisk: apkaime, sing.). Dārzciems har 21.139 indbyggere og dets areal udgør 457,70 hektar, hvilket giver en befolkningstæthed på 46 indbyggere per hektar.

## Eksterne kildehenvisninger
- Apkaimes – Rigas bydelsprojekt Arkiveret 9. juni 2010 hos  Wayback Machine